# Xã Herrick, Quận Knox, Nebraska
Xã Herrick (tiếng Anh: Herrick Township) là một xã thuộc quận Knox, tiểu bang Nebraska, Hoa Kỳ. Năm 2010, dân số của xã này là 66 người.